# فهرست قنات‌های شهرستان بجستان
جدول زیر بر اساس آمار وزارت جهاد کشاورزی تهیه شده‌است. فهرست زیر قنات‌های شهرستان بجستان در استان خراسان رضوی را نشان می‌دهد.
| نام قنات      | موقعیت                    | نزدیک‌ترین روستا   | طول قنات (متر) | تعداد میله چاه | عمق مادر چاه | دبی (لیتر بر ثانیه) | سطح زیر کشت (هکتار) |
| ------------- | ------------------------- | ----------------- | -------------- | -------------- | ------------ | ------------------- | ------------------- |
| اب پائین      | بخش مرکزی شهرستان بجستان  | مزار              | ۳۰۰            | ۱۵             | ۱۲           | ۳                   | ۵                   |
| اب باریک بالا | بخش مرکزی شهرستان بجستان  | مزار              | ۵۰۰            | ۱۰             | ۱۲           | ۲                   | ۲                   |
| اب بلوک       | بخش مرکزی شهرستان بجستان  | جزین              | ۱۲۰۰           | ۴۰             | ۲۲           | ۱۵                  | ۳۰                  |
| ابراهیم‌آباد   | بخش مرکزی شهرستان بجستان  | نوق               | ۵۴۰            | ۲۱             | ۱۱           | ۳                   | ۶                   |
| ابرجی علیا    | بخش مرکزی شهرستان بجستان  | نوق               | ۶۷۰            | ۲۵             | ۱۵           | ۱                   | ۱                   |
| ابی           | بخش مرکزی شهرستان بجستان  | مزار              | ۵۰۰            | ۱۰             | ۲۰           | ۱                   | ۱                   |
| احمدآباد      | بخش مرکزی شهرستان بجستان  | مزار              | ۵۰۰            | ۱۵             | ۲۰           | ۱                   | ۲                   |
| ارسک          | بخش مرکزی شهرستان بجستان  | نوق               | ۷۰۰            | ۲۵             | ۶            | ۱                   | ۲                   |
| ارودان        | بخش مرکزی شهرستان بجستان  | بقچیر             | ۷۰۰            | ۳۲             | ۶            | ۱                   | ۲                   |
| استاد رمضان   | بخش مرکزی شهرستان بجستان  | کلاته             | ۷۰۰            | ۱۵             | ۱۵           | ۱                   | ۲                   |
| اسلام‌آباد     | بخش مرکزی شهرستان بجستان  | ابوالخازن         | ۸۳۰            | ۲۸             | ۱۵           | ۱                   | ۱                   |
| اسلام‌آباد     | بخش مرکزی شهرستان بجستان  | قنات              | ۸۰۰            | ۱۲             | ۷            | ۱                   | ۲                   |
| اسلام‌آباد     | بخش مرکزی شهرستان بجستان  | نوق               | ۷۰۰            | ۲۵             | ۸            | ۱                   | ۲                   |
| اشرافی        | بخش مرکزی شهرستان بجستان  | مزار              | ۵۰۰            | ۱۰             | ۱۲           | ۱                   | ۱                   |
| افتخار        | بخش مرکزی شهرستان بجستان  | چاه موتور         | ۵۰             | ۲              | ۱۵           | ۲                   | ۳                   |
| اقامیری       | بخش مرکزی شهرستان بجستان  | مزار              | ۲۰۰۰           | ۴۰             | ۲۰           | ۲                   | ۱                   |
| النگ          | بخش مرکزی شهرستان بجستان  | نوق               | ۱۳۰            | ۱۲             | ۵            | ۱                   | ۲                   |
| امین‌آباد      | بخش مرکزی شهرستان بجستان  | یونسی             | ۵۰۰۰           | ۱۰۰            | ۴۰           | ۱۵                  | ۴۰                  |
| انارستانک     | بخش مرکزی شهرستان بجستان  | مزار              | ۳۰۰            | ۱۲             | ۱۲           | ۱                   | ۱                   |
| اهنگ          | بخش مرکزی شهرستان بجستان  | اهنگ              | ۱۵۰۰           | ۳۵             | ۲۵           | ۸                   | ۱۶                  |
| اورک          | بخش مرکزی شهرستان بجستان  | مزار              | ۵۰۰            | ۱۰             | ۲۰           | ۱                   | ۱                   |
| اورگ          | بخش مرکزی شهرستان بجستان  | زین‌آباد           | ۲۵۰            | ۱۴             | ۱۰           | ۲                   | ۴                   |
| اکبرآباد      | بخش مرکزی شهرستان بجستان  | مزار              | ۱۰۰۰           | ۲۰             | ۱۲           | ۱                   | ۱                   |
| اکبرآباد مزار | بخش مرکزی شهرستان بجستان  | مزار              | ۷۰۰            | ۱۶             | ۲۰           | ۲                   | ۳                   |
| ایسی          | بخش مرکزی شهرستان بجستان  | مزار              | ۵۰۰            | ۱۰             | ۱۲           | ۲                   | ۳                   |
| باغ سده       | بخش مرکزی شهرستان بجستان  | نوق               | ۴۰۰            | ۲۰             | ۷            | ۱                   | ۲                   |
| باغ سلیمه     | بخش مرکزی شهرستان بجستان  | مزار              | ۱۵۰۰           | ۲۰             | ۱۲           | ۱۵                  | ۴۰                  |
| بدک           | بخش مرکزی شهرستان بجستان  | نوق               | ۶۰۰            | ۲۰             | ۰            | ۲                   | ۳                   |
| برجک          | بخش مرکزی شهرستان بجستان  | درزاب             | ۲۵۰            | ۱۰             | ۷            | ۲                   | ۵                   |
| برزنکش        | بخش مرکزی شهرستان بجستان  | مزار              | ۵۰۰            | ۱۰             | ۲۰           | ۱                   | ۲                   |
| برگز          | بخش مرکزی شهرستان بجستان  | اهنگ              | ۵۰۰            | ۲۰             | ۱۰           | ۱                   | ۱                   |
| بقچیر         | بخش مرکزی شهرستان بجستان  | بقچیر             | ۷۲۰            | ۲۰             | ۶            | ۳                   | ۶                   |
| بلندر         | بخش مرکزی شهرستان بجستان  | جزین              | ۱۵۴            | ۸              | ۲            | ۱۲                  | ۲۴                  |
| بوده بند      | بخش مرکزی شهرستان بجستان  | اهنگ              | ۸۰۰            | ۲۰             | ۱۵           | ۱                   | ۲                   |
| بید           | بخش مرکزی شهرستان بجستان  | کلاته             | ۷۰۰            | ۱۵             | ۱۵           | ۱                   | ۲                   |
| بید           | بخش مرکزی شهرستان بجستان  | درزاب             | ۳۵۰            | ۱۴             | ۷            | ۲                   | ۵                   |
| بیدان         | بخش مرکزی شهرستان بجستان  | بقچیر             | ۵۰             | ۴              | ۴            | ۲                   | ۳                   |
| بیروک         | بخش مرکزی شهرستان بجستان  | مزار              | ۳۰۰۰           | ۵۰             | ۱۲           | ۱۰                  | ۵                   |
| بیکو          | بخش مرکزی شهرستان بجستان  | مزار              | ۵۰۰            | ۱۰             | ۱۵           | ۱                   | ۱                   |
| ترش آب        | بخش مرکزی شهرستان بجستان  | جزین              | ۴۵۰            | ۱۵             | ۱۵           | ۸                   | ۱۶                  |
| تقی‌آباد       | بخش مرکزی شهرستان بجستان  | نوق               | ۲۳۰            | ۱۲             | ۷            | ۱                   | ۱                   |
| تلخاوند       | بخش مرکزی شهرستان بجستان  | قنات              | ۵۰۰            | ۱۰             | ۵            | ۱                   | ۲                   |
| تلخاوند       | بخش مرکزی شهرستان بجستان  | مزار              | ۳۰۰            | ۵              | ۲۰           | ۱                   | ۲                   |
| تلواز         | بخش مرکزی شهرستان بجستان  | جزین              | ۱۵۰۰           | ۶۲             | ۷            | ۷                   | ۱۴                  |
| تمتمو         | بخش مرکزی شهرستان بجستان  | جزین              | ۰              | ۰              | ۰            | ۱                   | ۳                   |
| تنگل          | بخش مرکزی شهرستان بجستان  | سریده             | ۹۰             | ۶              | ۵            | ۴                   | ۷                   |
| توران         | بخش مرکزی شهرستان بجستان  | زین‌آباد           | ۴۰۰            | ۱۸             | ۱۰           | ۱                   | ۱                   |
| تپعرو         | بخش مرکزی شهرستان بجستان  | زین‌آباد           | ۱۴۰۰           | ۵۰             | ۲۰           | ۴                   | ۸                   |
| تک درگز بالا  | بخش مرکزی شهرستان بجستان  | مزار              | ۲۵۰            | ۱۳             | ۲۰           | ۱                   | ۱                   |
| تک درگزپائین  | بخش مرکزی شهرستان بجستان  | مزار              | ۳۰۰            | ۱۲             | ۲۰           | ۱                   | ۱                   |
| تک سیاه       | بخش مرکزی شهرستان بجستان  | درزاب             | ۳۰۰            | ۱۱             | ۷            | ۲                   | ۵                   |
| تک شکر        | بخش مرکزی شهرستان بجستان  | مزار              | ۰              | ۰              | ۰            | ۰                   | ۰                   |
| تک ویران      | بخش مرکزی شهرستان بجستان  | سریده             | ۱۶۰            | ۸              | ۸            | ۲                   | ۳                   |
| تک گزا        | بخش مرکزی شهرستان بجستان  | زین‌آباد           | ۳۴۰            | ۱۲             | ۱۲           | ۱                   | ۲                   |
| جزستان        | بخش مرکزی شهرستان بجستان  | بقچیر             | ۱۰۰۰           | ۳۰             | ۱۵           | ۲                   | ۳                   |
| جهان‌آباد      | بخش مرکزی شهرستان بجستان  | نوق               | ۲۵۰            | ۱۰             | ۹            | ۲                   | ۳                   |
| حاجی چکنه     | بخش مرکزی شهرستان بجستان  | مزار              | ۷۰۰            | ۱۰             | ۲۰           | ۱                   | ۱                   |
| حاجی‌آباد      | بخش مرکزی شهرستان بجستان  | زین‌آباد           | ۵۰۰            | ۱۷             | ۱۸           | ۲                   | ۳                   |
| حجت‌آباد       | بخش مرکزی شهرستان بجستان  | زین‌آباد           | ۱۳۰۰           | ۴۳             | ۱۵           | ۵                   | ۱۰                  |
| حجت‌آباد       | بخش مرکزی شهرستان بجستان  | مزار              | ۱۰۰۰           | ۳۰             | ۱۲           | ۵                   | ۱۰                  |
| حسن‌آباد       | بخش مرکزی شهرستان بجستان  | مزار              | ۴۰۰            | ۸              | ۲۰           | ۱                   | ۱                   |
| حسین‌آباد      | بخش مرکزی شهرستان بجستان  | جزین              | ۵۰۰            | ۱۷             | ۸            | ۱                   | ۲                   |
| حسین‌آباد      | بخش مرکزی شهرستان بجستان  | جزین              | ۱۲۰            | ۴              | ۶            | ۲                   | ۳                   |
| حسین‌آباد      | بخش مرکزی شهرستان بجستان  | مزار              | ۱۰۰۰           | ۲۰             | ۲۰           | ۲                   | ۲                   |
| حسین‌آباد      | بخش مرکزی شهرستان بجستان  | زین‌آباد           | ۷۰۰            | ۴۷             | ۱۲           | ۲                   | ۴                   |
| حصارک         | بخش مرکزی شهرستان بجستان  | مزار              | ۳۰۰۰           | ۵۰             | ۲۰           | ۲                   | ۳                   |
| حصارک         | بخش مرکزی شهرستان بجستان  | مزار              | ۵۰۰            | ۱۰             | ۱۲           | ۱۰                  | ۶                   |
| حلاباد        | بخش مرکزی شهرستان بجستان  | درزاب             | ۲۰۰۲۵          | ۹              | ۷            | ۲                   | ۵                   |
| خار فیروزی    | بخش مرکزی شهرستان بجستان  | خار فیروزی        | ۳۰۰۰           | ۳۰             | ۱۵           | ۲۰                  | ۳۰                  |
| خارتیرو       | بخش مرکزی شهرستان بجستان  | مزار              | ۵۰۰            | ۱۰             | ۱۲           | ۲                   | ۳                   |
| خحل‌آباد       | بخش مرکزی شهرستان بجستان  | مزار              | ۳۰۰            | ۱۲             | ۲۰           | ۱                   | ۰                   |
| خرم‌آباد       | بخش مرکزی شهرستان بجستان  | مزار              | ۳۰۰            | ۱۰             | ۲۰           | ۱                   | ۱                   |
| خوش منزل      | بخش مرکزی شهرستان بجستان  | جزین              | ۱۲۰            | ۸              | ۸            | ۲                   | ۳                   |
| دالکی         | بخش مرکزی شهرستان بجستان  | زین‌آباد           | ۷۰۰            | ۱۷             | ۱۵           | ۲                   | ۴                   |
| در شش بالا    | بخش مرکزی شهرستان بجستان  | جزین              | ۳۵۰            | ۱۲             | ۱۲           | ۱                   | ۳                   |
| در پنج        | بخش مرکزی شهرستان بجستان  | جزین              | ۲۵۰            | ۱۳             | ۸            | ۳                   | ۵                   |
| درامین        | بخش مرکزی شهرستان بجستان  | درزاب             | ۷۰۰            | ۲۲             | ۷            | ۱                   | ۳                   |
| درباوموک      | بخش مرکزی شهرستان بجستان  | اهنگ              | ۵۰۰            | ۲۵             | ۱۰           | ۱                   | ۲                   |
| درخت توتی     | بخش مرکزی شهرستان بجستان  | نوق               | ۲۵۰            | ۲۲             | ۱۰           | ۱                   | ۳                   |
| درزاب         | بخش مرکزی شهرستان بجستان  | درزاب             | ۲۰۰۰           | ۸۸             | ۱۴           | ۴                   | ۸                   |
| درشش پائین    | بخش مرکزی شهرستان بجستان  | جزین              | ۲۵۰            | ۱۲             | ۱۰           | ۳                   | ۶                   |
| درشیب         | بخش مرکزی شهرستان بجستان  | سریده             | ۳۶۰            | ۱۰             | ۸            | ۱                   | ۱                   |
| دروازه        | بخش مرکزی شهرستان بجستان  | جزین              | ۲۰۰            | ۱۳             | ۹            | ۷                   | ۱۴                  |
| درچاق         | بخش مرکزی شهرستان بجستان  | مزار              | ۵۰۰            | ۱۰             | ۱۲           | ۱                   | ۱                   |
| درگاوان       | بخش مرکزی شهرستان بجستان  | درزاب             | ۴۰۰            | ۱۳             | ۷            | ۲                   | ۴                   |
| دری کلاغ      | بخش مرکزی شهرستان بجستان  | جزین              | ۲۵۰            | ۸              | ۵            | ۱                   | ۳                   |
| دلیرآباد      | بخش مرکزی شهرستان بجستان  | زین‌آباد           | ۶۰۰            | ۳۶             | ۱۲           | ۲                   | ۳                   |
| ده شور        | بخش مرکزی شهرستان بجستان  | ابوالخازن         | ۸۰۰            | ۳۰             | ۲۰           | ۹                   | ۱۸                  |
| ده مراد       | بخش مرکزی شهرستان بجستان  | سریده             | ۵۴۰            | ۲۸             | ۲۸           | ۱                   | ۳                   |
| ده نخی        | بخش مرکزی شهرستان بجستان  | زین‌آباد           | ۳۰۰            | ۱۸             | ۱۲           | ۱                   | ۱                   |
| دهل‌آباد       | بخش مرکزی شهرستان بجستان  | نوق               | ۴۳۰            | ۲۰             | ۵            | ۱                   | ۲                   |
| دهنه          | بخش مرکزی شهرستان بجستان  | جزین              | ۲۴۰            | ۱۳             | ۵            | ۱                   | ۱                   |
| رضائیه        | بخش مرکزی شهرستان بجستان  | نوق               | ۴۶۰            | ۱۸             | ۲۳           | ۲                   | ۳                   |
| رودگز         | بخش مرکزی شهرستان بجستان  | کساباد            | ۵۰۰            | ۳۵             | ۱۴           | ۲                   | ۳                   |
| رودگز بالا    | بخش مرکزی شهرستان بجستان  | مزار              | ۱۰۰۰           | ۱۵             | ۱۲           | ۲                   | ۳                   |
| رودگز پائین   | بخش مرکزی شهرستان بجستان  | مزار              | ۵۰۰            | ۱۰             | ۱۲           | ۱                   | ۲                   |
| زنگش          | بخش مرکزی شهرستان بجستان  | زین‌آباد           | ۱۲۰۰           | ۵۰             | ۲۰           | ۲                   | ۴                   |
| زوبت          | بخش مرکزی شهرستان بجستان  | مزار              | ۰              | ۰              | ۰            | ۰                   | ۰                   |
| زوپا’ین       | بخش مرکزی شهرستان بجستان  | زین‌آباد           | ۴۰۰            | ۲۰             | ۴            | ۱                   | ۱                   |
| زوگور         | بخش مرکزی شهرستان بجستان  | سریده             | ۳۰۰            | ۱۵             | ۱۵           | ۲                   | ۳                   |
| زیدی          | بخش مرکزی شهرستان بجستان  | جزین              | ۳۰۰            | ۱۵             | ۹            | ۱                   | ۳                   |
| زین‌آباد       | بخش مرکزی شهرستان بجستان  | زین‌آباد           | ۲۰۰۰           | ۷۵             | ۳۵           | ۲۰                  | ۴۰                  |
| سخنوک         | بخش مرکزی شهرستان بجستان  | نوق               | ۴۰۰            | ۱۳             | ۶            | ۱                   | ۲                   |
| سرتخت         | بخش مرکزی شهرستان بجستان  | جزین              | ۸۰۰            | ۳۸             | ۸            | ۵                   | ۱۰                  |
| سردق          | بخش مرکزی شهرستان بجستان  | سردق              | ۳۰۰۰           | ۵۰             | ۴۰           | ۱۵                  | ۴۰                  |
| سرزو          | بخش مرکزی شهرستان بجستان  | جزین              | ۱۲۰            | ۸              | ۴            | ۱                   | ۲                   |
| سرهنگ         | بخش مرکزی شهرستان بجستان  | زین‌آباد           | ۶۰۰            | ۲۹             | ۲۰           | ۱                   | ۱                   |
| سریده         | بخش مرکزی شهرستان بجستان  | سریده             | ۱۹۰۰           | ۸۵             | ۴۰           | ۲۵                  | ۵۰                  |
| سفیدوک        | بخش مرکزی شهرستان بجستان  | مزار              | ۵۰۰            | ۱۰             | ۲۰           | ۱                   | ۱                   |
| سنجدک         | بخش مرکزی شهرستان بجستان  | قنات              | ۷۰۰            | ۱۰             | ۷            | ۲                   | ۵                   |
| سنجری         | بخش مرکزی شهرستان بجستان  | زین‌آباد           | ۳۴۰            | ۱۹             | ۸            | ۲                   | ۳                   |
| سنجگ          | بخش مرکزی شهرستان بجستان  | درزاب             | ۲۰۰            | ۹              | ۷            | ۲                   | ۵                   |
| سه فرسخ       | بخش مرکزی شهرستان بجستان  | مزار              | ۲۰۰۰           | ۵۰             | ۱۲           | ۱                   | ۲                   |
| سوریز         | بخش مرکزی شهرستان بجستان  | نوق               | ۶۵۰            | ۳۰             | ۶            | ۱                   | ۱                   |
| سومناری بالا  | بخش مرکزی شهرستان بجستان  | مزار              | ۵۰۰            | ۱۰             | ۲۰           | ۱                   | ۲                   |
| سومناری پائین | بخش مرکزی شهرستان بجستان  | مزار              | ۷۰۰            | ۱۰             | ۲۰           | ۱                   | ۲                   |
| سیااب بالا    | بخش مرکزی شهرستان بجستان  | جزین              | ۲۷۰            | ۱۵             | ۳            | ۱                   | ۱                   |
| سیار          | بخش مرکزی شهرستان بجستان  | جزین              | ۳۵۰            | ۲۰             | ۸            | ۱۷                  | ۳۴                  |
| سیاه آب پائین | بخش مرکزی شهرستان بجستان  | جزین              | ۵۰۰            | ۲۵             | ۳            | ۲                   | ۳                   |
| سیدآباد       | بخش مرکزی شهرستان بجستان  | جزین              | ۹۰۰            | ۳۳             | ۱۸           | ۱۲                  | ۲۴                  |
| شاهراه        | بخش مرکزی شهرستان بجستان  | نوق               | ۳۵۰۰           | ۲۰۰            | ۱۰           | ۷                   | ۱۴                  |
| شب برگی       | بخش مرکزی شهرستان بجستان  | جزین              | ۸۰۰            | ۴۰             | ۱۳           | ۳                   | ۶                   |
| شباو          | بخش مرکزی شهرستان بجستان  | زین‌آباد           | ۴۰۰            | ۱۰             | ۱۰           | ۲                   | ۴                   |
| شبرو          | بخش مرکزی شهرستان بجستان  | مزار              | ۳۵۰            | ۱۴             | ۲۰           | ۱                   | ۱                   |
| شیخ علی       | بخش مرکزی شهرستان بجستان  | مزار              | ۵۰۰            | ۱۲             | ۱۲           | ۱                   | ۱                   |
| شیطان بالا    | بخش مرکزی شهرستان بجستان  | مزار              | ۷۰۰            | ۳۰             | ۲۰           | ۱                   | ۱                   |
| شیطان پائین   | بخش مرکزی شهرستان بجستان  | مزار              | ۵۰۰            | ۱۸             | ۲۰           | ۱                   | ۱                   |
| صبروق         | بخش مرکزی شهرستان بجستان  | مزار              | ۳۵۰            | ۱۱             | ۲۰           | ۱                   | ۱                   |
| صفار          | بخش مرکزی شهرستان بجستان  | مزار              | ۵۰۰            | ۱۰             | ۱۲           | ۲                   | ۱                   |
| صفار          | بخش مرکزی شهرستان بجستان  | مزار              | ۵۰۰            | ۱۰             | ۲۰           | ۱                   | ۱                   |
| صلح‌آباد       | بخش مرکزی شهرستان بجستان  | قنات              | ۲۰۰۰           | ۵۰             | ۷            | ۱۰                  | ۱۷                  |
| ضدغایص        | بخش مرکزی شهرستان بجستان  | نوق               | ۲۰۰            | ۱۲             | ۶            | ۲                   | ۳                   |
| عابدیان       | بخش مرکزی شهرستان بجستان  | مزار              | ۵۰۰۰           | ۴۰             | ۲۰           | ۱۵                  | ۲۰                  |
| عادنیکو       | بخش مرکزی شهرستان بجستان  | جزین              | ۱۵۰            | ۳              | ۵            | ۲                   | ۳                   |
| عباس‌آباد      | بخش مرکزی شهرستان بجستان  | مزار              | ۱۰۰۰           | ۲۰             | ۲۰           | ۱                   | ۱                   |
| عباس‌آباد      | بخش مرکزی شهرستان بجستان  | زین‌آباد           | ۴۰۰            | ۱۵             | ۱۲           | ۱                   | ۲                   |
| عباس‌آباد نیان | بخش مرکزی شهرستان بجستان  | مزار              | ۴۰۰            | ۱۰             | ۲۰           | ۲                   | ۳                   |
| عبدالهی       | بخش مرکزی شهرستان بجستان  | مزار              | ۳۰۰            | ۳۰             | ۱۲           | ۱۵                  | ۳۵                  |
| عزت بالا      | بخش مرکزی شهرستان بجستان  | نوق               | ۴۰۰            | ۱۵             | ۱۰           | ۱                   | ۳                   |
| عزت پائین     | بخش مرکزی شهرستان بجستان  | جزین              | ۷۰۰            | ۳۰             | ۱۵           | ۸                   | ۱۶                  |
| عسگرآباد      | بخش مرکزی شهرستان بجستان  | اهنگ              | ۱۴۰۰           | ۷۰             | ۱۵           | ۷                   | ۱۴                  |
| عشق‌آباد       | بخش مرکزی شهرستان بجستان  | جزین              | ۵۰             | ۲              | ۶            | ۲                   | ۳                   |
| علی سعید      | بخش مرکزی شهرستان بجستان  | مزار              | ۵۰۰            | ۱۰             | ۲۰           | ۱                   | ۱                   |
| علی محمود     | بخش مرکزی شهرستان بجستان  | مزار              | ۳۰۰            | ۸              | ۲۰           | ۱                   | ۱                   |
| علی‌آباد       | بخش مرکزی شهرستان بجستان  | مزار              | ۵۰۰            | ۱۰             | ۲۰           | ۱                   | ۱                   |
| علی‌آباد بالا  | بخش مرکزی شهرستان بجستان  | مزار              | ۳۰۰            | ۱۲             | ۲۰           | ۱                   | ۲                   |
| علی‌آباد پائین | بخش مرکزی شهرستان بجستان  | مزار              | ۲۵۰            | ۱۰             | ۲۰           | ۱                   | ۱                   |
| فانی          | بخش مرکزی شهرستان بجستان  | مزار              | ۵۰۰            | ۱۵             | ۲۰           | ۱                   | ۲                   |
| فخرآباد       | بخش مرکزی شهرستان بجستان  | فخرآباد           | ۱۰۰۰۰          | ۱۹۰            | ۵۰           | ۹۰                  | ۲۵۰                 |
| فخرآباد       | بخش مرکزی شهرستان بجستان  | نوق               | ۶۵۰            | ۲۲             | ۸            | ۲                   | ۳                   |
| فیروز‌آباد     | بخش مرکزی شهرستان بجستان  | کساباد            | ۶۰۰            | ۴۰             | ۱۸           | ۳                   | ۶                   |
| قاسم‌آباد      | بخش مرکزی شهرستان بجستان  | قاسم‌آباد          | ۳۰۰۰           | ۷۰             | ۴۵           | ۱۵                  | ۵۰                  |
| قنات          | بخش مرکزی شهرستان بجستان  | مزار              | ۳۵۰            | ۱۲             | ۲۰           | ۱                   | ۱                   |
| قنات          | بخش مرکزی شهرستان بجستان  | جزین              | ۴۰۰۰           | ۲۵۰            | ۳۰           | ۶۰                  | ۱۲۰                 |
| قنات          | بخش مرکزی شهرستان بجستان  | ابوالخازن         | ۹۲۰            | ۳۶             | ۱۶           | ۱۷                  | ۳۴                  |
| قوام سعیدی    | بخش مرکزی شهرستان بجستان  | مزار              | ۷۰۰            | ۱۵             | ۲۰           | ۱۰                  | ۲۰                  |
| لباف          | بخش مرکزی شهرستان بجستان  | مزار              | ۵۰۰            | ۱۰             | ۱۲           | ۱                   | ۱                   |
| مجنگان        | بخش مرکزی شهرستان بجستان  | مزار              | ۸۰۰            | ۲۵             | ۲۵           | ۱                   | ۲                   |
| محمد رمضانی   | بخش مرکزی شهرستان بجستان  | مزار              | ۳۰۰            | ۱۰             | ۲۰           | ۱                   | ۱                   |
| محمد فاطمی    | بخش مرکزی شهرستان بجستان  | کلاته             | ۵۰۰            | ۱۰             | ۱۵           | ۱                   | ۱                   |
| محمدآباد      | بخش مرکزی شهرستان بجستان  | ابوالخازن         | ۶۵۰            | ۲۰             | ۹            | ۱۰                  | ۲۰                  |
| محمدآباد      | بخش مرکزی شهرستان بجستان  | کلاته             | ۵۰۰            | ۱۰             | ۱۵           | ۱                   | ۲                   |
| مرج           | بخش مرکزی شهرستان بجستان  | نوق               | ۹۰۰            | ۴۵             | ۱۹           | ۱                   | ۲                   |
| مرجانی        | بخش مرکزی شهرستان بجستان  | مزار              | ۵۰۰            | ۱۲             | ۱۲           | ۲                   | ۱                   |
| مرندیز        | بخش مرکزی شهرستان بجستان  | مرندیز            | ۲۰۰۰۰          | ۳۵۰            | ۴۵           | ۴۰                  | ۸۵                  |
| مطرآباد       | بخش مرکزی شهرستان بجستان  | قنات              | ۲۰۰۰           | ۵۰             | ۷            | ۱۰                  | ۱۷                  |
| مطرآباد       | بخش مرکزی شهرستان بجستان  | مطرآباد           | ۲۰۰۰           | ۸۰             | ۲۵           | ۵                   | ۱۵                  |
| معدن          | بخش مرکزی شهرستان بجستان  | کلاته             | ۵۰۰            | ۱۰             | ۱۵           | ۱                   | ۱                   |
| منصوری        | بخش مرکزی شهرستان بجستان  | منصوری            | ۷۰۰۰           | ۱۳۰            | ۴۰           | ۲۰                  | ۵۰                  |
| میرآباد       | بخش مرکزی شهرستان بجستان  | جزین              | ۲۰۰۰           | ۳۵             | ۹            | ۲۰                  | ۴۰                  |
| میمند بالا    | بخش مرکزی شهرستان بجستان  | جزین              | ۳۴۰            | ۱۷             | ۱۳           | ۵                   | ۱۰                  |
| میمند پائین   | بخش مرکزی شهرستان بجستان  | جزین              | ۱۴۰            | ۵              | ۳            | ۲                   | ۴                   |
| ناصرآباد      | بخش مرکزی شهرستان بجستان  | نوق               | ۲۵۰۰           | ۷۰             | ۳۶           | ۱۰                  | ۲۰                  |
| نرمدر         | بخش مرکزی شهرستان بجستان  | جزین              | ۷۰۰            | ۳۰             | ۱۵           | ۱۰                  | ۲۰                  |
| نوبهار        | بخش مرکزی شهرستان بجستان  | قنات              | ۴۰۰۰           | ۱۲۰            | ۷            | ۸                   | ۱۵                  |
| نوروز         | بخش مرکزی شهرستان بجستان  | کلاته             | ۵۰۰            | ۱۰             | ۱۵           | ۱                   | ۰                   |
| نیان          | بخش مرکزی شهرستان بجستان  | قنات              | ۳۵۰            | ۱۰             | ۷            | ۲                   | ۵                   |
| نیزاری        | بخش مرکزی شهرستان بجستان  | سریده             | ۱۰۰            | ۶              | ۲            | ۲                   | ۴                   |
| هادی‌آباد      | بخش مرکزی شهرستان بجستان  | مزار              | ۲۰۰۰           | ۳۰             | ۱۲           | ۲                   | ۱                   |
| هارتون        | بخش مرکزی شهرستان بجستان  | اهنگ              | ۷۰۰            | ۱۵             | ۱۰           | ۱                   | ۱                   |
| هنگ           | بخش مرکزی شهرستان بجستان) | روستای زیبای نویق |                |                |              |                     |                     |
| هفت مرغ       | بخش مرکزی شهرستان بجستان  | مزار              | ۴۰۰            | ۵              | ۲۰           | ۱                   | ۱                   |
| هلالی         | بخش مرکزی شهرستان بجستان  | مزار              | ۵۰۰            | ۱۰             | ۲۰           | ۵                   | ۸                   |
| همت‌آباد       | بخش مرکزی شهرستان بجستان  | مزار              | ۵۰۰            | ۱۰             | ۲۰           | ۱                   | ۱                   |
| همت‌آباد       | بخش مرکزی شهرستان بجستان  | زین‌آباد           | ۲۵۰۰           | ۷۰             | ۴۴           | ۵                   | ۱۰                  |
| همدان         | بخش مرکزی شهرستان بجستان  | اهنگ              | ۱۵۰۰           | ۷۵             | ۲۵           | ۱۰                  | ۲۰                  |
| هنگ پائین     | بخش مرکزی شهرستان بجستان  | جزین              | ۲۳۰            | ۹              | ۴            | ۱                   | ۳                   |
| پائین افکان   | بخش مرکزی شهرستان بجستان  | بقچیر             | ۲۲۵            | ۱۰             | ۱۲           | ۱                   | ۳                   |
| پنج تک        | بخش مرکزی شهرستان بجستان  | زین‌آباد           | ۶۰۰            | ۳۰             | ۱۵           | ۱                   | ۲                   |
| پی گداربالا   | بخش مرکزی شهرستان بجستان  | بقچیر             | ۱۰۰            | ۴              | ۵            | ۱                   | ۳                   |
| پی گدارپائین  | بخش مرکزی شهرستان بجستان  | بقچیر             | ۱۷۰            | ۳              | ۶            | ۱                   | ۲                   |
| چاه قند شیخ   | بخش مرکزی شهرستان بجستان  | جزین              | ۴۸۰            | ۳۰             | ۲۵           | ۱۲                  | ۲۴                  |
| چاه قند کمال  | بخش مرکزی شهرستان بجستان  | جزین              | ۸۰۰            | ۳۰             | ۲۰           | ۱۵                  | ۳۰                  |
| چاه پالیز     | بخش مرکزی شهرستان بجستان  | چاه پالیز         | ۵۰۰۰           | ۹۵             | ۳۵           | ۲۰                  | ۳۵                  |
| چاه پالیز     | بخش مرکزی شهرستان بجستان  | مزار              | ۳۰۰۰           | ۵۰             | ۲۰           | ۱                   | ۱                   |
| چاهوک         | بخش مرکزی شهرستان بجستان  | کلاته             | ۶۰۰            | ۱۰             | ۱۵           | ۱                   | ۱                   |
| چاهچول        | بخش مرکزی شهرستان بجستان  | مزار              | ۱۰۰۰           | ۲۰             | ۲۰           | ۱۰                  | ۲۰                  |
| چشمه ا        | بخش مرکزی شهرستان بجستان  | کلاته             | ۵۰۰            | ۱۰             | ۱۵           | ۱                   | ۱                   |
| چشمه روک سفلی | بخش مرکزی شهرستان بجستان  | زین‌آباد           | ۳۰۰            | ۱۵             | ۸            | ۱۵                  | ۳                   |
| چشمه قلی      | بخش مرکزی شهرستان بجستان  | نوق               | ۳۳۰            | ۱۵             | ۱۰           | ۲                   | ۳                   |
| چشمه‌آباد      | بخش مرکزی شهرستان بجستان  | مزار              | ۵۰۰            | ۱۰             | ۱۲           | ۲                   | ۱                   |
| چکاب          | بخش مرکزی شهرستان بجستان  | مزار              | ۵۰۰            | ۱۰             | ۱۵           | ۱                   | ۲                   |
| ژرف           | بخش مرکزی شهرستان بجستان  | مزار              | ۳۰۰۰           | ۵۰             | ۱۲           | ۱۵                  | ۴۰                  |
| کامه          | بخش مرکزی شهرستان بجستان  | مزار              | ۱۵۰۰           | ۳۰             | ۲۰           | ۴                   | ۶                   |
| کج کن         | بخش مرکزی شهرستان بجستان  | درزاب             | ۳۰۰            | ۱۱             | ۷            | ۲                   | ۵                   |
| کروکی         | بخش مرکزی شهرستان بجستان  | جزین              | ۱۵۰            | ۹              | ۵            | ۲                   | ۳                   |
| کساباد        | بخش مرکزی شهرستان بجستان  | کساباد            | ۸۰۰            | ۳۸             | ۲۰           | ۳                   | ۶                   |
| کساباد        | بخش مرکزی شهرستان بجستان  | درزاب             | ۵۰۰            | ۲۵             | ۱۲           | ۳                   | ۶                   |
| کلاته         | بخش مرکزی شهرستان بجستان  | نوق               | ۵۰۰            | ۳۲             | ۵            | ۱                   | ۲                   |
| کلاته اشرافی  | بخش مرکزی شهرستان بجستان  | مزار              | ۵۰۰            | ۱۲             | ۲۰           | ۱                   | ۱                   |
| کلاته امند    | بخش مرکزی شهرستان بجستان  | مزار              | ۳۵۰            | ۱۰             | ۲۰           | ۱                   | ۱                   |
| کلاته اهنگ    | بخش مرکزی شهرستان بجستان  | بقچیر             | ۳۰۰            | ۱۵             | ۵            | ۲                   | ۳                   |
| کلاته بالا    | بخش مرکزی شهرستان بجستان  | سریده             | ۵۱۰            | ۲۶             | ۱۵           | ۳                   | ۶                   |
| کلاته براتی   | بخش مرکزی شهرستان بجستان  | مزار              | ۵۰۰            | ۱۰             | ۱۰           | ۱                   | ۱                   |
| کلاته برج     | بخش مرکزی شهرستان بجستان  | ابوالخازن         | ۶۰۰            | ۳۰۰            | ۲۰           | ۱۷                  | ۳۴                  |
| کلاته برزگران | بخش مرکزی شهرستان بجستان  | مزار              | ۵۰۰            | ۲۰             | ۲۰           | ۱                   | ۱                   |
| کلاته حاجی    | بخش مرکزی شهرستان بجستان  | بقچیر             | ۴۵۰            | ۳۲             | ۱۲           | ۲                   | ۳                   |
| کلاته سلیمانی | بخش مرکزی شهرستان بجستان  | مزار              | ۵۵۰            | ۱۸             | ۲۰           | ۱                   | ۲                   |
| کلاته شور     | بخش مرکزی شهرستان بجستان  | کلاته             | ۱۰۰۰           | ۲۰             | ۱۵           | ۱                   | ۲                   |
| کلاته شکری    | بخش مرکزی شهرستان بجستان  | مزار              | ۵۰۰            | ۱۲             | ۲۰           | ۱                   | ۱                   |
| کلاته غیر     | بخش مرکزی شهرستان بجستان  | بقچیر             | ۳۰             | ۵              | ۵            | ۲                   | ۳                   |
| کلاته قیچی    | بخش مرکزی شهرستان بجستان  | یونسی             | ۴۰۰۰           | ۱۱۲            | ۰            | ۱۰                  | ۲۵                  |
| کلاته لطفی    | بخش مرکزی شهرستان بجستان  | مزار              | ۴۵۰            | ۵              | ۱۲           | ۱                   | ۲                   |
| کلاته مرجانی  | بخش مرکزی شهرستان بجستان  | مزار              | ۵۰۰            | ۱۰             | ۲۰           | ۱                   | ۲                   |
| کلاته میرزائی | بخش مرکزی شهرستان بجستان  | مزار              | ۷۰۰            | ۱۳             | ۲۰           | ۱                   | ۲                   |
| کلاته نزی     | بخش مرکزی شهرستان بجستان  | مزار              | ۵۰۰            | ۱۰             | ۱۲           | ۱                   | ۱                   |
| کلاته نو      | بخش مرکزی شهرستان بجستان  | بقچیر             | ۷۰۰            | ۲۰             | ۷            | ۱                   | ۱                   |
| کلاته نو      | بخش مرکزی شهرستان بجستان  | زین‌آباد           | ۴۵۰            | ۳۲             | ۱۵           | ۲                   | ۳                   |
| کلاته نوق     | بخش مرکزی شهرستان بجستان  | جزین              | ۴۰۰            | ۲۰             | ۵            | ۱                   | ۲                   |
| کلاته نیک     | بخش مرکزی شهرستان بجستان  | مزار              | ۳۵۰            | ۱۴             | ۲۰           | ۱                   | ۱                   |
| کلاته هود     | بخش مرکزی شهرستان بجستان  | نوق               | ۳۰۰            | ۱۷             | ۱۱           | ۲                   | ۳                   |
| کلاته چوپان   | بخش مرکزی شهرستان بجستان  | مزار              | ۳۰۰            | ۹              | ۲۰           | ۱                   | ۱                   |
| کلاته کوک     | بخش مرکزی شهرستان بجستان  | مزار              | ۵۰۰            | ۱۰             | ۲۰           | ۱                   | ۱                   |
| کلوخان        | بخش مرکزی شهرستان بجستان  | نوق               | ۳۰۰            | ۸              | ۱۰           | ۲                   | ۳                   |
| کیلو          | بخش مرکزی شهرستان بجستان  | زین‌آباد           | ۴۰۰            | ۱۵             | ۷            | ۲                   | ۴                   |
| گرمه          | بخش مرکزی شهرستان بجستان  | کلاته             | ۵۰۰            | ۱۰             | ۱۵           | ۱                   | ۱                   |
| گزاب          | بخش مرکزی شهرستان بجستان  | جزین              | ۵۳۰            | ۲۵             | ۶            | ۲                   | ۴                   |
| گزراتسه       | بخش مرکزی شهرستان بجستان  | ابوالخازن         | ۱۱۰۰           | ۴۰             | ۱۰           | ۲                   | ۳                   |
| گزند          | بخش مرکزی شهرستان بجستان  | نوق               | ۶۵۰            | ۲۵             | ۲۲           | ۵                   | ۱۰                  |
| گلبامی        | بخش مرکزی شهرستان بجستان  | جزین              | ۲۲۰            | ۱۰             | ۲۰           | ۲                   | ۴                   |
| گوت           | بخش مرکزی شهرستان بجستان  | نوق               | ۲۰۰            | ۹              | ۱۰           | ۲                   | ۳                   |
| گودیک بان     | بخش مرکزی شهرستان بجستان  | مزار              | ۶۰۰            | ۲۳             | ۲۰           | ۱                   | ۱                   |
| گیلان بالا    | بخش مرکزی شهرستان بجستان  | نوق               | ۹۰۰            | ۴۰             | ۱۲           | ۵                   | ۱۰                  |
| گیلان پائین   | بخش مرکزی شهرستان بجستان  | نوق               | ۶۵۰            | ۳۰             | ۱۲           | ۴                   | ۷                   |
| یرم           | بخش مرکزی شهرستان بجستان  | جزین              | ۴۰۰            | ۱۰             | ۱۰           | ۷                   | ۱۴                  |
| یونسی         | بخش مرکزی شهرستان بجستان  | یونسی             | ۶۰۰۰           | ۱۲۰            | ۴۰           | ۵۰                  | ۲۰۰                 |